# Roger E. Broggie
Roger E. Broggie (1908 à Pittsfield, Massachusetts - 4 novembre 1991) était un ingénieur mécanicien et inventeur américain qui travailla avec Walt Disney et pour la Walt Disney Company. Il était l'un des plus importants imagineering ayant travaillé avec Walt et reçut à ce titre un trophée Disney Legend en 1990. Ses compétences étaient beaucoup plus techniques qu'artistiques, mais son habileté pour la mécanique et les effets visuels a permis à Walt Disney de développer son empire en matière de films et de parcs à thèmes.

## Biographie
Roger Broggie obtint son diplôme à la Mooseheart High School dans la banlieue ouest de Chicago (Illinois) en 1927. Avec sa formation en mécanique, véritable vocation, il partit pour Los Angeles où il travailla pour des entreprises comme Technicolor ou Bell and Howell puis General Services Studios où il rencontra des pionniers de l'industrie du cinéma tel que David Selznick et Charlie Chaplin.
En 1939, il rejoint les studios Disney en tant que machiniste de précision principalement sur la toute récente caméra multiplane travaillant avec Ub Iwerks aux effets spéciaux.
À partir de 1949, il travaille avec et sur le projet personnel de Walt Disney d'un train miniature, le Carolwood Pacific Railroad, installé dans le jardin de Walt. Ce dernier reprend le concept vu chez ses employés passionnés de trains à vapeur, Ward Kimball et Ollie Johnston. Broggie serait le responsable et le superviseur de la partie technique de la Lilly Belle, la locomotive parfaitement fonctionnelle nommée en l'honneur de Lillian, la femme de Walt.
En 1950, Roger Broggie est nommé directeur du Service Technique des Studios Disney et devient le spécialiste des engins de transports. À partir de 1952, il travaille à la fois pour WED Enterprises et les studios de cinéma.
On lui doit les effets spéciaux du film Vingt Mille Lieues sous les mers (1954) ou de Mary Poppins (1964), les développements à Disneyland du Santa Fe & Disneyland Railroad, du Disneyland Monorail et du Matterhorn Bobsleds.
Son génie pour la mécanique aurait aussi donné naissance à d'autres célèbres attractions dont celles de la Foire internationale de New York 1964-1965. Lui et ses collaborateurs des services techniques développèrent le premier audio-animatronic de forme humaine avec un Abraham Lincoln se levant de sa chaise, prononçant un discours et se rasseyant après avoir salué la foule.
Entre 1973 et 1975, il travailla sur le projet Epcot à Walt Disney World Resort avant qu'il ne devienne un parc à thème. Il développa le concept de WEDWay pour une utilisation de transport de masse. Il a pris sa retraite en 1975.
Il fut nommé une Disney Legend en 1990 et décéda le 4 novembre 1991.
Le 21 novembre 2003, la locomotive #3 du Walt Disney World Railroad a été rebaptisé Roger E. Broggie en honneur de cet ingénieur à l'origine des premiers trains des parcs Disney.
Le fils de Rogger, Michael Broggie a fondé la Carolwood Pacific Historical Society et en 1997 a publié un livre sur la passion de Walt Disney pour les trains à vapeur.